# Juan Carlos Escotet
Juan Carlos Escotet Rodríguez (Madrid, 23 de julio de 1959) es un economista y banquero hispano-venezolano. Es fundador del banco Banesco y presidente de Banesco Internacional, que tiene presencia en Venezuela, España, Estados Unidos, Panamá, Puerto Rico, Brasil, República Dominicana, Colombia, Suiza, Alemania, Portugal, Reino Unido y también es el actual presidente del Real Club Deportivo de La Coruña, club de fútbol del que también es propietario Abanca.
Además, es director principal en Banesco Seguros Panamá, Banesco S.A. (Panamá), Banesco Banco Múltiple, S.A. (República Dominicana), Banesco USA (Estados Unidos) y Banco Etcheverría (España), además de presidente de ABANCA. Igualmente, fue asesor del Advisory Council de Visa Internacional para América Latina y el Caribe.
Juan Carlos Escotet Rodríguez fue corredor público de títulos valores y asesor de Inversión acreditado por la Comisión Nacional de Valores de Venezuela, ahora Superintendencia Nacional de Valores, bajo el número 70 y 181, respectivamente.
Es fundador y presidente de Banesco Internacional y preside ABANCA, entidades que en conjunto suman, a diciembre de 2022, 11.656 empleados, 926 oficinas y 7 millones de clientes. El volumen de negocio conjunto supera los 117.082 millones de dólares y el patrimonio neto sumado es de 5.707 millones de dólares. Banesco Internacional tiene operaciones en seis países y ABANCA en 11.

## Entorno personal
Juan Carlos Escotet Rodríguez, nacido en Madrid, es hijo de españoles que emigraron a Venezuela. Está casado con María Isabel Alviárez. Tiene 4 hijos y 8 nietos. Economista, realizó estudios en la Universidad Católica Andrés Bello, en Caracas, obtuvo el título de magíster en ciencias gerenciales, mención magna cum laude, en la Escuela de Administración de Negocios de la Universidad de Miami, Estados Unidos.
El 12 de marzo de 2022 fallece su hijo menor, Juan Carlos Escotet Alviárez, en un accidente náutico durante un campeonato de pesca en Florida, Estados Unidos.
En noviembre de 2022 fue considerado como el quinto hombre más rico en España, considerado por Forbes en el mundo; de hecho, en la más reciente edición de esta lista ocupó el puesto 956 con un patrimonio que, en abril del año pasado, ascendía a 3.100 millones de dólares.

## Trayectoria
Durante la década de los 70, en simultáneo a sus estudios, ingresa en Banco Unión como mensajero interno (años después alcanzaría un acuerdo de fusión de Banesco con esa entidad bancaria). Luego ocupará distintos cargos en instituciones financieras venezolanas. 
En 1986 funda Escotet Valores Casa de Bolsa, que luego en 1991 daría origen a Banesco Organización Financiera, que posteriormente se convertiría en Banesco Banco Universal.
En 1995 adquiere siete entidades de ahorro y préstamo, que posteriormente fusiona para dar paso a Caja Familia E.A.P., luego esa entidad se fusiona con Banco Unión Banco Comercial, creándose así Unibanca Banco Universal.
Posteriormente Banesco absorbe en proceso de fusión a Unibanca, dando como resultado la nueva institución denominada como Banesco Banco Universal, que actualmente ocupa el primer lugar del sistema bancario privado venezolano.
También dirigió la expansión al área internacional de Banesco Organización Financiera a partir de 1992, con la fundación de Banesco Internacional Panamá (actualmente Banesco S.A. Panamá)
En 1993 funda Banesco Seguros, C.A.; En enero de 2006, funda BBU Bank en Miami, Fl. (USA), actualmente Banesco USA (Florida). En septiembre de 2010 Banesco Int. Corp. pasa a llamarse Banesco USA Pto. Rico.  
En abril de 2011 se abre Banesco Banco Múltiple, S.A., en República Dominicana y en 2013 se abrió la Oficina de Representación de Banesco S.A., en Bogotá, Colombia. 
En diciembre de 2012, el grupo adquiere en España la mayoría accionaria del Banco Etcheverría, una institución de origen gallego con más de 300 años de historia. En diciembre de 2013, Banco Etcheverría y Grupo Banesco ganó subasta del NCG. En junio de 2014, el mismo pasó a denominarse ABANCA.
También fue profesor de la Cátedra “Master Executive en Gestión Económica-Financiera de Empresas” en la Universidad Católica Andrés Bello. Es miembro del Consejo Fundacional de la Fundación IESA (actual).
Ha ocupado diversas responsabilidades en organismos gremiales como:
- Segundo Vicepresidente de la Asociación Bancaria de Venezuela (1999-2001).[12]
- Presidente del Comité de Mercadeo de la Federación Latinoamericana de Bancos (2001).
- Segundo Vicepresidente del Consejo Bancario Nacional (2002-2003).
- Miembro de la Junta Directiva de Visa Internacional para América Latina y el Caribe (2003-2007).
- Presidente de la Asociación Bancaria de Venezuela [13] (2010-2012).
- Miembro del Consejo de la EGADE Business School del Tecnológico de Monterrey (junio de 2010 – septiembre de 2011).

En diciembre de 2022 ABANCA, el grupo de Escotet concreta la compra de Targobank, que cuenta con 66 oficinas en España y arrastraba pérdidas desde 2016.En septiembre de 2023, el Consejo de la Comisión Nacional de Mercados y Competencia (CNMC) acordó la autorización preliminar de la compra, con la cual el banco gallego pasa a gestionar un volumen de negocio de 112.544 millones de euros.

## Reconocimientos
- Orden al Mérito del Buen Ciudadano (1985), Venezuela.
- Orden Samán de Aragua (1993), Venezuela.
- Orden Naranjo Ostty (1997), Venezuela.
- Orden Alberto Adriani (2002), Venezuela.
- Orden al Mérito de la Bolsa de Valores de Caracas (2007), Venezuela.
- Comendador del Cocido de Lalín (2014), Galicia, España.
- Premio CODESPA a la Innovación Social (2015), España.
- Premio Círculo de Oro del Círculo Empresarial Leonés (2015), España.